# KZ Neusustrum
Koordinaten: 52° 54′ 6,7″ N, 7° 10′ 9,6″ O

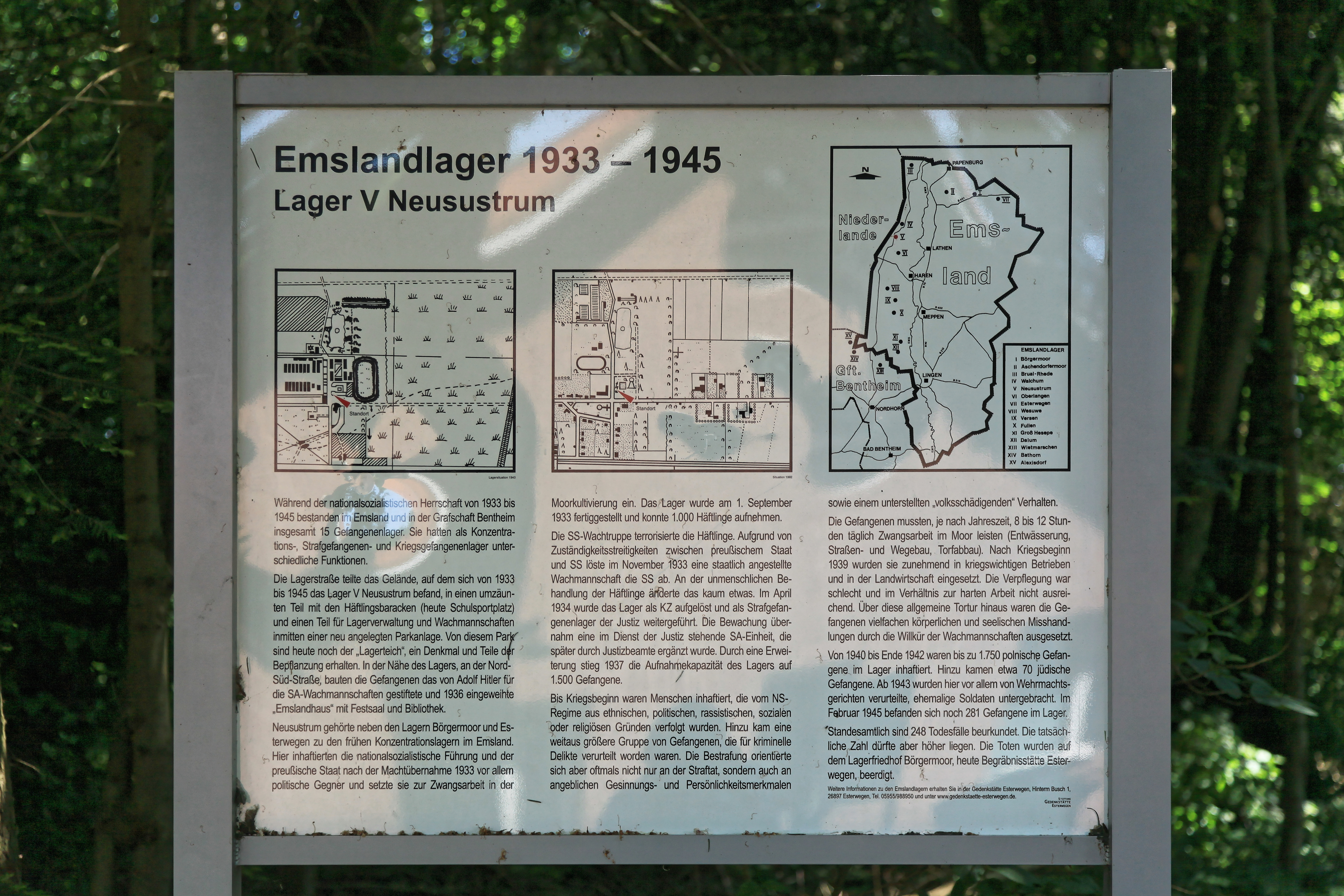
Übersichtsplan zum Aufbau des Lagers Neusustrum 1945 und zum Zustand 2010

Das KZ Neusustrum, auch Lager V genannt, in der heutigen Gemeinde Sustrum, Ortsteil Sustrum-Moor, war ein nationalsozialistisches Konzentrationslager, das 1933 errichtet wurde. Es gehört zu den sogenannten frühen Konzentrationslagern und wurde für politische „Schutzhäftlinge“ eingerichtet. Es war das dritte der insgesamt 15 Emslandlager und war für 1000 Gefangene ausgelegt. Ab 1934 wurde es als Strafgefangenenlager des Reichsjustizministeriums genutzt. Im KZ Neusustrum wurden deutschlandweit die meisten Homosexuellen inhaftiert.

## Geschichte

### 1933 und 1934
Am 20. Juni 1933 wurde vom preußischen Innenminister Hermann Göring festgelegt, in Börgermoor, Esterwegen und Neusustrum drei Lager für etwa 5000 Schutzhäftlinge zu errichten.
Daher wurde am 28. Juni die „Verwaltungsdirektion der staatlichen Konzentrationslager“ in Papenburg eingerichtet. Im Juli wurde die Aufsicht der Lager der SS übertragen und als Oberlagerkommandant der SS-Standartenführer Brinkmann eingesetzt.
Am 1. September 1933 wurde das KZ Neusustrum als drittes Lager nach dem KZ Börgermoor und dem KZ Esterwegen fertiggestellt. Das Lager war für 1000 Häftlinge ausgelegt. Eine Lagerstraße trennte die umzäunten Häftlingsbaracken von dem Sitz der Lagerverwaltung. Diese Straße ist noch heute erhalten.
Die Leitung des Konzentrationslagers wurde am 27. September SS-Obersturmführer Emil Faust übertragen. Dieser leitete einige Wochen zuvor mit SS-Sturmführer Katzmann das KZ Esterwegen und war dort wegen großer Grausamkeit aufgefallen. Unter seiner Leitung kam es zur Misshandlung von Gefangenen und zu willkürlichen Erschießungen.
Nachdem diese Zustände dem Innenministerium bekannt wurden, setzte Göring die Lagerleitung am 15. November 1933 ab. Die Osnabrücker Schutzpolizei übernahm vorübergehend die Lagerleitung. Die SS-Wachmannschaft wurden am 18. Dezember von staatlichen Angestellten ersetzt, wovon 80 % der SA und 20 % der SS angehörten. Die Leitung wurde der Kommandantur staatlicher Konzentrationslager übertragen. Dessen Leitung hatte der preußische Staatsrat Oberpräsident Viktor Lutze inne, der zugleich SA-Gruppenführer war.
Am 4. Januar 1934 wurden der Redakteur und SPD-Politiker Ludwig Pappenheim sowie der KPD-Abgeordnete August Henning erschossen.
Mit der Neuordnung des nationalsozialistischen KZ-Systems 1934 wurde der Standort Neusustrum als Konzentrationslager geschlossen und am 1. April zum Strafgefangenenlager umfunktioniert, das der Preußischen Justizverwaltung unterstellt war. Die Leitung vor Ort wurde der SA-Pionierstandarte 10 übertragen, die jedoch den Terror gegen die Häftlinge fortsetzte.

### 1935 bis 1945
1935 wurde das Lager mit einer Zugangssperre belegt, da dessen Kapazitäten erschöpft waren. Daher vergrößerte man das Lager in den Jahren 1937/38 und hatte nun Platz für 1500 Gefangene. Sie wurden von 300 SA-Männern sowie Justizbeamten bewacht. Vermutlich waren rund 80 % der Insassen auch im heutigen Sinne Kriminelle und wurden Straftaten wie Diebstahl, Unterschlagung oder Betrug beschuldigt. Genaue Zahlen wie aus den Konzentrationslagern Esterwegen oder Börgermoor sind jedoch nicht bekannt. Politische Häftlinge wurden ab 1937 vorwiegend im Emslandlager Aschendorfermoor untergebracht. In das Lager Neusustrum wurden zudem viele Homosexuelle eingewiesen, die bei den Nationalsozialisten als wehruntauglich und verweichlicht galten. Sie machten bis zu 10 % der Gefangenen aus.
Die Gefangenen mussten unter schlechtesten Bedingungen Arbeiten im Moor verrichten. Dazu zählten die Entwässerung des Moors, das Torfstechen sowie das Anlegen von Straßen. Am 29. Juli 1940 wurden die deutschen Gefangenen in andere Lager verlegt. Der Platz wurde für 626 Zuchthaus- und Gefängnisgefangene aus Polen benötigt. Sie erfuhren eine besonders schlechte Behandlung, da sie von den Nationalsozialisten für „minderwertig“ gehalten wurden. Ab Januar 1941 wurden zudem polnische Kriegstäter inhaftiert. Dies waren wehruntaugliche oder mit Zuchthaus bestrafte Soldaten und Wehrpflichtige.
Am 25. Februar 1941 wurde die Kultivierung des Moores auf Befehl Adolf Hitlers eingestellt. Im März 1941 saßen 1651 polnische Gefangene im Lager ein. Zudem wurden 60 Juden gefangen gehalten. 1942 wurde damit begonnen, die Gefangenen in andere Gefangenenlager und Konzentrationslager zu überweisen. Das Lager in Neusustrum wurde bis Kriegsende für deutsche Militärgefangene genutzt. Am 4. April 1945 wurden die restlichen 281 Gefangenen nach Aschendorfermoor verlegt.

### Nach 1945

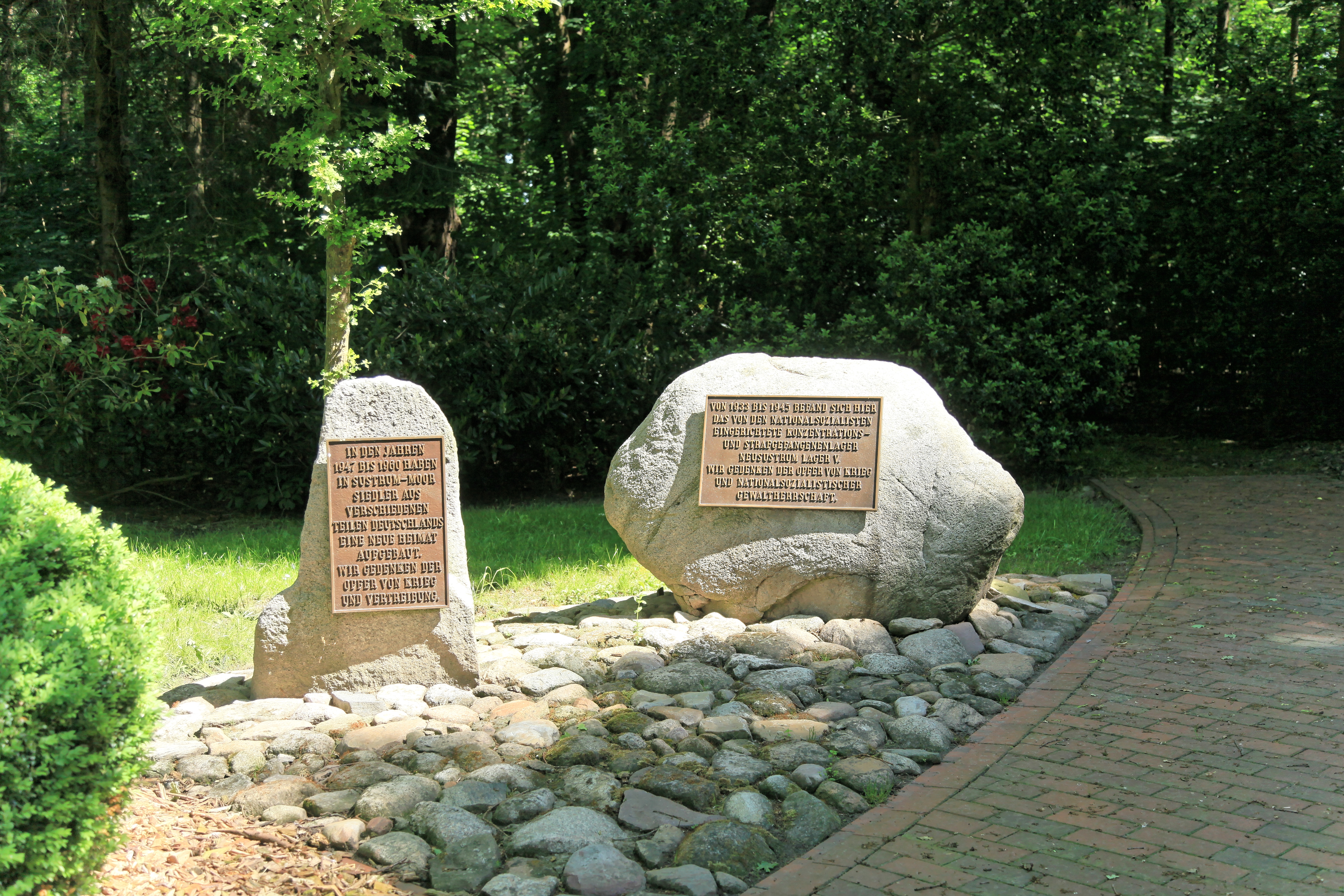
Gedenksteine auf dem ehemaligen Neusustrumer Lagergelände

Nach Ende des Zweiten Weltkrieges wurde das Lagergelände bis 1950 von der Justizvollzugsanstalt Lingen genutzt, um Gefangene unterzubringen. Die 248 im Lager Verstorbenen wurden auf den Friedhöfen in Esterwegen und Bockhorst beigesetzt. Im Prozess gegen den ehemaligen Lagerführer Emil Faust hieß es 1950 im Urteilsspruch des Landgerichts Osnabrück, dass die Gefangenen „schlimmer als Vieh“ behandelt wurden.
Heute erinnert nur noch wenig an das ehemalige Konzentrationslager: Wo früher die Baracken der Gefangenen standen, befinden sich nun Grundschule, Gemeindeverwaltung, Freiwillige Feuerwehr, Sporthalle und Sportplatz entlang der Teichstraße. Ein von den Gefangenen errichteter „Vergnügungspark“ mit Teich für die SS-Wachmannschaft ist erhalten geblieben, ebenso eine von der SA errichtete Säule mit Rundbogen. An ihr wurde das Hakenkreuz entfernt und durch ein Sachsenross ersetzt. Auch eine Schrifttafel an der Säule wurde nach dem Krieg ausgetauscht. Zudem wurden drei Gedenksteine aufgestellt. Auch die von Gefangenen errichtete Nord-Süd-Straße in Sustrum existiert noch heute.

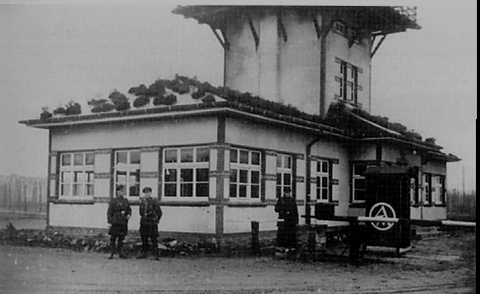
Große Wache
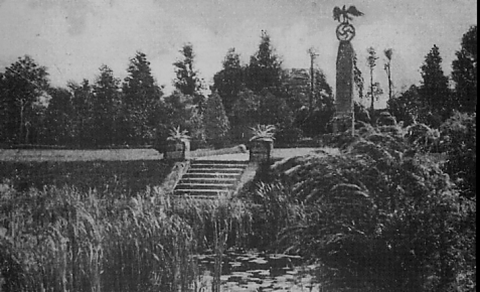
Lagerpark
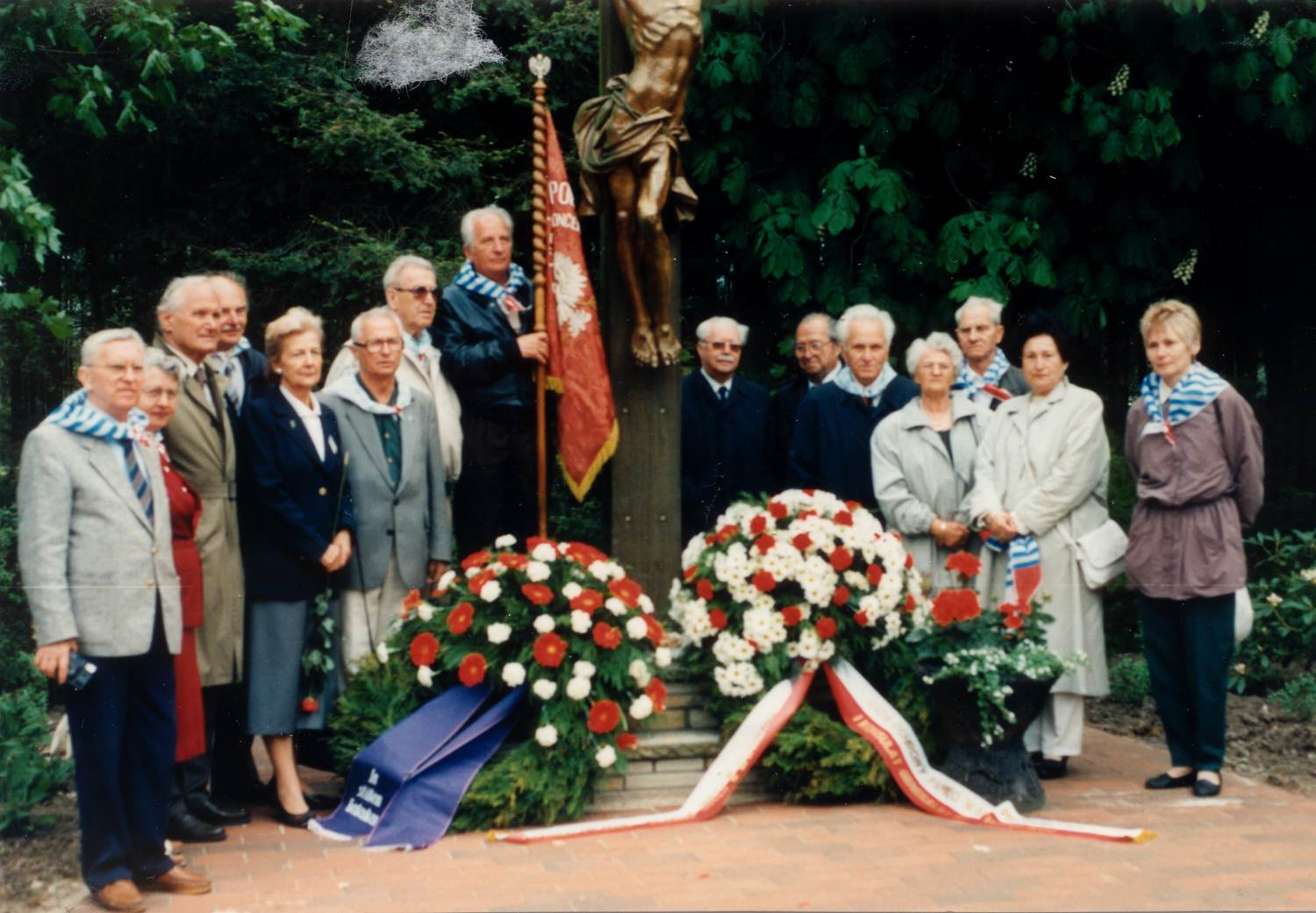
Überlebende des Strafgefangenenlagers
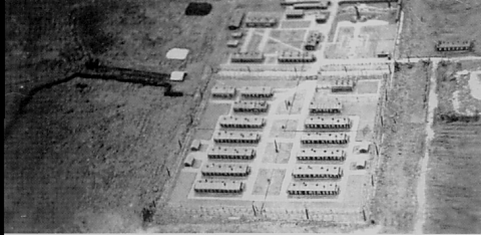
KZ Neusustrum aus der Luft
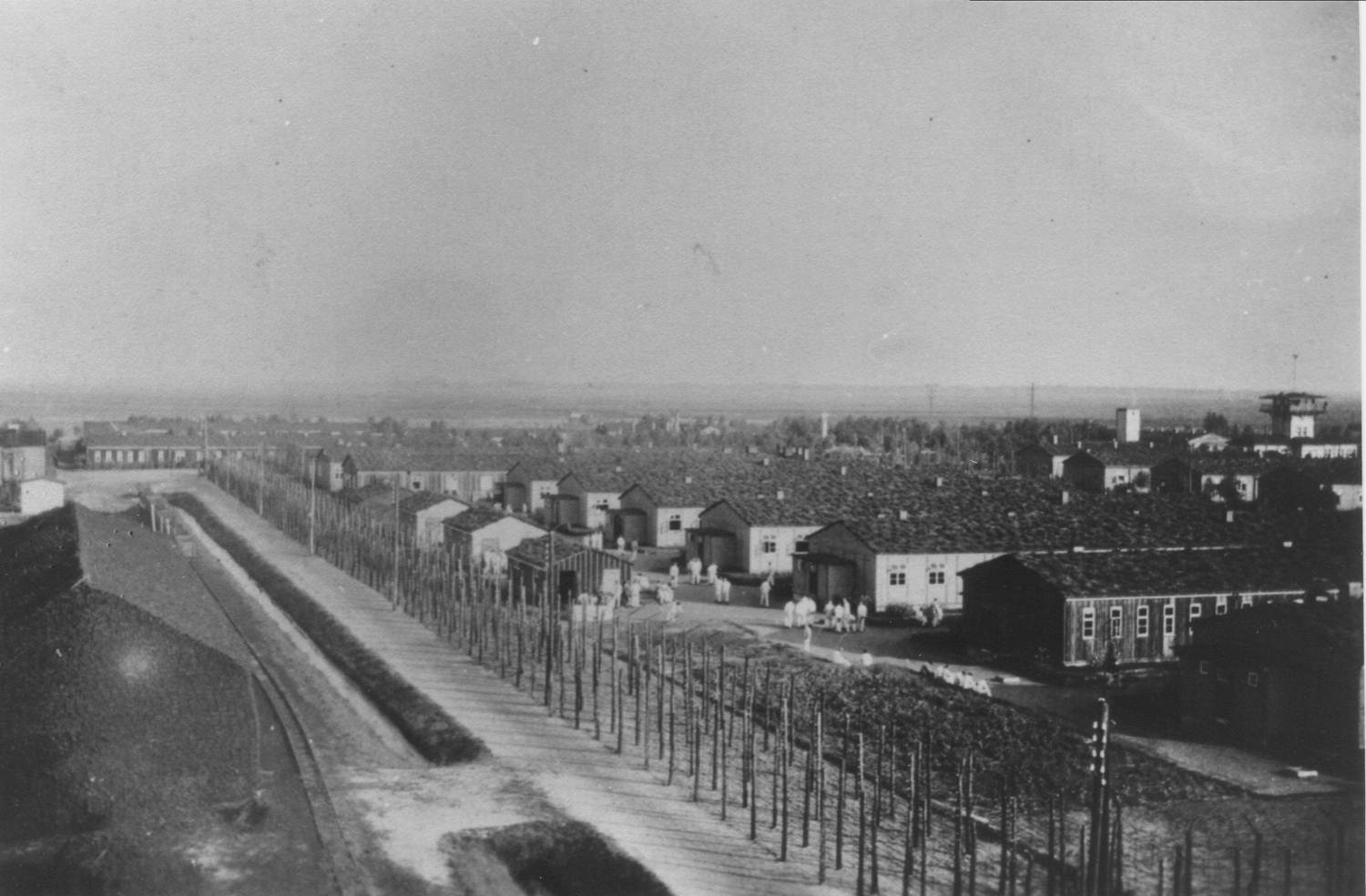
KZ Neusustrum

## Bekannte Häftlinge
- August Levin (1895–1967), Spanienkämpfer und Widerstandskämpfer gegen den Nationalsozialismus
- Wladimir Lindenberg (1902–1997), russisch-deutscher Arzt und Yogalehrer
- Ludwig Pappenheim (1887–1934), Redakteur und Mitglied der SPD
- Harry Pauly (1914–1985), Schauspieler und Intendant (verurteilt nach Paragraf 175)
- Friedrich Senger (1886–1936), Gewerkschafter und Widerstandskämpfer gegen den Nationalsozialismus